# Wikstroemia dolichantha
Wikstroemia dolichantha är en tibastväxtart som beskrevs av Friedrich Ludwig Diels. Wikstroemia dolichantha ingår i släktet Wikstroemia och familjen tibastväxter. Inga underarter finns listade i Catalogue of Life.